# Ronnie Earl
Ronnie Earl (Queens, 1953. március 10. –) amerikai dzsesszzenész. Az egyik legkiválóbb fehér bluesgitáros.

## Pályakép
A Long Island-i Post College-ban tanult, majd Bostonba költözött, ahol diplomát szerzett az egyetemen, 1975-ben. A főiskola idején a Muddy Waters koncerten vett részt a bostoni Jazz Workshopban. Waters fellépéseinek hatására kezdett komolyan érdeklődni a gitár iránt.
Gyűjtötte a blues-, dzsessz-, rock- és soul lemezeket.
Első ritmusgitáros munkája  a The Speakeasy blues klubban, a massachusettsi Cambridge-ben volt.
Koko Taylor mutatta be a chicagói blues színpadán. Később New Orleansba és a texasi Austinba ment. 1979-ben szólógitárosként csatlakozott a Roomful of Blues együtteshez.
1986-ban kiadta első szólóalbumát. Miután elhagyta a Roomful of Blues-t, és társai Ron Levy, Jerry Portnoy, Earl King, Jimmy Rogers és Jimmy Witherspoon lettek.
A Berklee College of Music professzora lett. Együttese a Ronnie Earl & the Broadcasters volt.

## Lemezek
Albumai → http://www.ronnieearl.com/ronnieearlalbums.html

## Díjak
- Négy alkalommal lett az év legjobb bluesgitárosa (1997, 1999, 2014, 2018).
- 2004: „Hey Jose” – jelölés: Best Blues/R&B Song at the third annual Independent Music Awards.